# クセニヤ・コバレンコ
クセニヤ・コバレンコ（Kseniya Kovalenko、女性、1986年11月21日 - ）は、アゼルバイジャンのバレーボール選手。ポジションはミドルブロッカー。アゼルバイジャン代表。

## 来歴
2003年、アゼルレイル・バクーに入団し、プロとしてのキャリアをスタートさせる。2003-04シーズンから国内リーグでは5度の優勝を果たした。2004年、アゼルバイジャン代表に初選出される。翌年より本格的に代表チームで活動し、2005年にクロアチアで開催されたヨーロッパ選手権では4位に入った。
2006年のワールドグランプリ、世界選手権などに出場した。2008-09シーズンのアゼルバイジャンスーパーリーグではベストブロッカー賞を受賞した。2009-10シーズンからはロコモティフ・バクーに移籍し、2シーズン活躍した。2011-12シーズンはイタリアセリエAの強豪Parme Volley Girlsでプレーした。

## 球歴
- 世界選手権 - 2006年、2014年
- ワールドグランプリ - 2006年
- 欧州選手権 - 2005年、2009年、2011年、2013年

## 受賞歴
- 2009年 - アゼルバイジャンリーグ ベストブロッカー賞
- 2010年 - アゼルバイジャンリーグ ベストブロッカー賞

## 所属クラブ
- アゼルレイル・バクー（2003-2009年）
- ロコモティフ・バクー（2009-2011年）
- パルマ（2011-2012年）
- アゼリョル・バクー（2013-2015年）
- アゼルレイル・バクー（2015-2016年）
- ベシクタシュ（2016-）